# Toxasteridae
Famille
Les Toxasteridae sont une famille fossile d'oursins irréguliers de l'ordre des Spatangoida.

## Description
Ce sont des spatangoïdes primitifs caractérisés par : 
- un disque apical ethmophract avec quatre gonopores ;
- une plaque labrale allongée, subtriangulaire à base concave ;
- des plaques sternales asymétriques avec suture médiane oblique ;
- des plaques épisternales décalées bisérialement ;
- généralement pas de fasciole ou alors très rudimentaire[1].

Ce groupe a vécu au Crétacé, du Valanginien au Maastrichtien.

## Liste des genres
Selon World Register of Marine Species (15 septembre 2024) :
- † Aphelaster Lambert, 1920
- † Heteraster d'Orbigny, 1853
- † Macraster Roemer, 1888
- † Miotoxaster Pomel, 1883
- † Niponaster Lambert, 1920
- † Pliotoxaster Fourtau, 1908
- † Pseudowashitaster Tanaka in Takana & Kozai, 1982
- † Somalechinus Checchia-Rispoli, 1945
- † Toxaster L. Agassiz, 1840
- † Washitaster Lambert, 1927

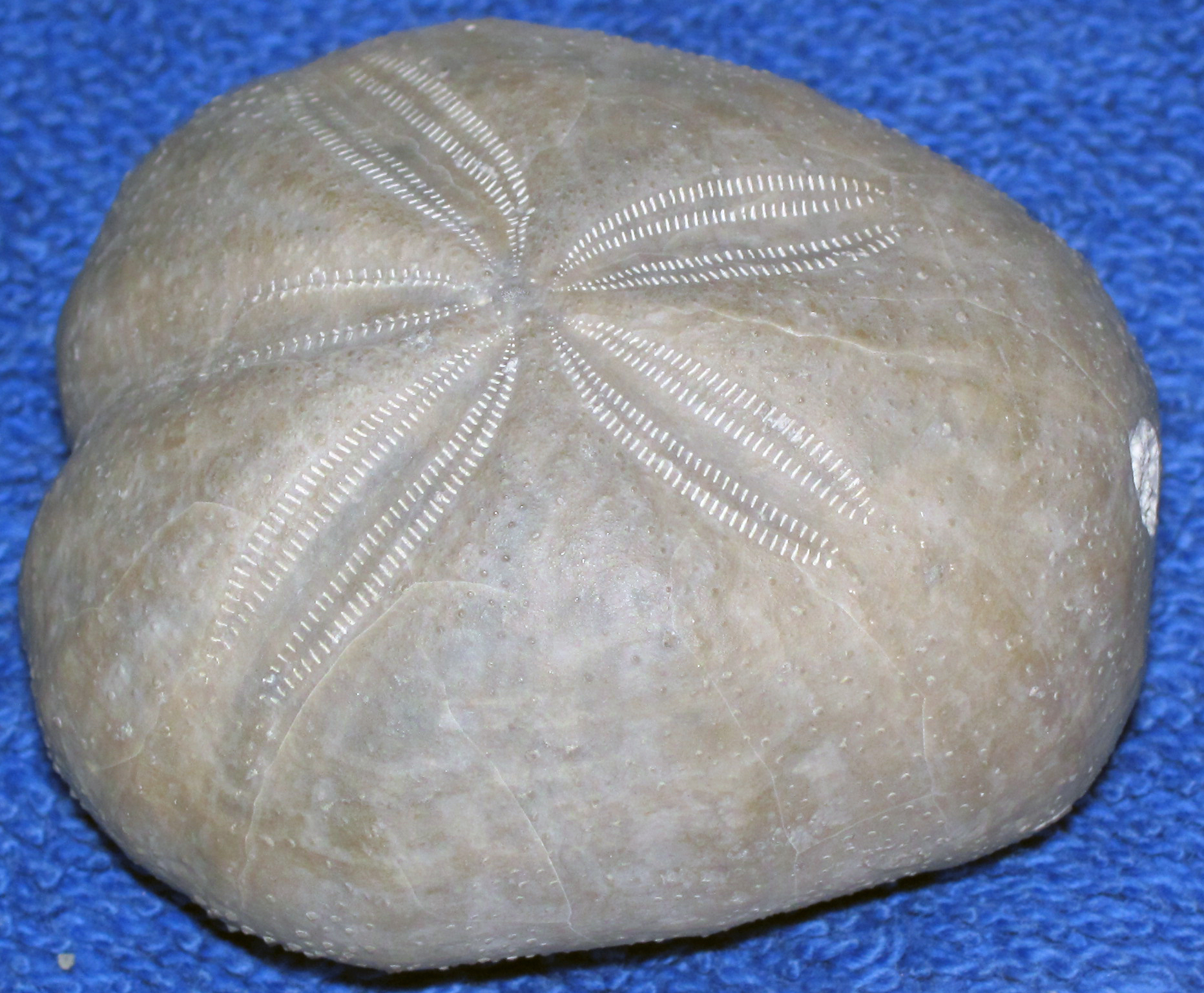
Epiaster whitei
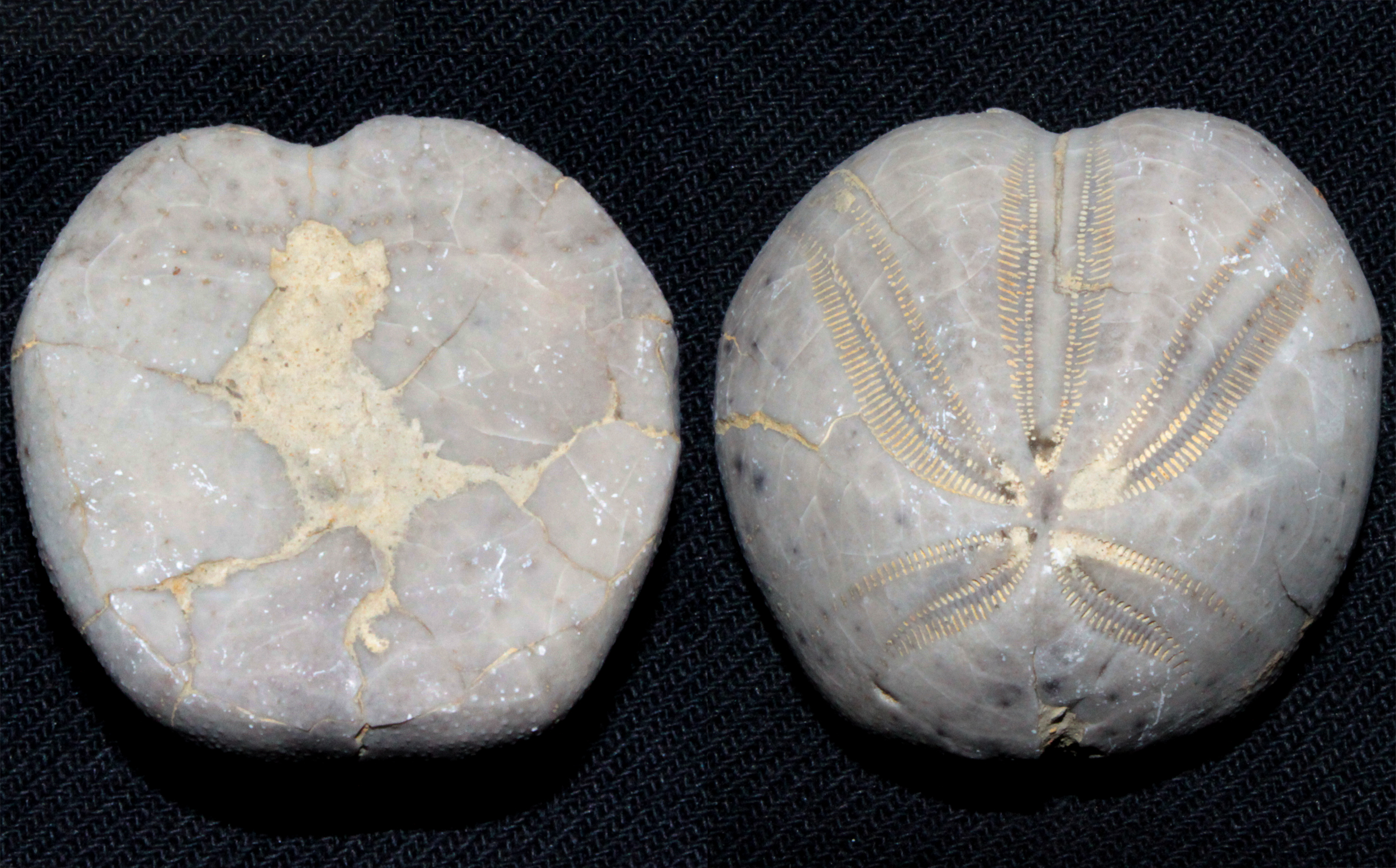
Heteraster oblongus

## Systématique
Le nom valide complet (avec auteur) de ce taxon est Toxasteridae Lambert (d), 1920,.

### Publication originale
- J. Lambert, « Étude sur quelques formes primitives de spatangides », Bulletin de la Société des Sciences Historiques et Naturelles de l'Yonne, vol. 22,‎ 1920, p. 107-147 (ISSN 0181-0588 et 2540-3516, lire en ligne).